# Desa Karangsari (administrativ by i Indonesien, Jawa Tengah, lat -6,89, long 108,94)
Desa Karangsari är en administrativ by i Indonesien.   Den ligger i provinsen Jawa Tengah, i den västra delen av landet, 240 km öster om huvudstaden Jakarta.